# اوزون‌قیه (کلیبر)
اوزون‌قیه یکی از روستاهای استان آذربایجان شرقی است که در دهستان قشلاق بخش آبش‌احمد شهرستان کلیبر واقع شده‌است.